# إيرينا ميلنيكوفا
إيرينا ميلنيكوفا(24 أكتوبر 1918- 3 نوفمبر 2010) كانت مؤرخة أوكرانية لتشيكوسلوفاكيا. دكتوراه في العلوم التاريخية. عضو مناظر في الأكاديمية الوطنية للعلوم في أوكرانيا. تشمل اهتماماتها البحثية أيضًا التاريخ السياسي والاقتصادي لأوروبا الوسطى والشرقية، مع التركيز بشكل خاص على فترة ما بين الحربين العالميتين.

## الحياة
ولدت إيرينا ميلنيكوفا في 24 أكتوبر 1918 في مينا بمنطقة تشيرنيهيف. تخرجت ميلنيكوفا من جامعة كييف (1940). مع بداية الصراع العسكري الألماني السوفيتي- كجزء من الحرب العالمية الثانية- تم إجلاؤها إلى كازاخستان، إلى مدينة شيمكنت. بدأت ميلنيكوفا بتدريس تاريخ الهجرة القسرية في معهد التعليم بجنوب كازاخستان (1941-1942).
درست ميلنيكوفا في كلية الدراسات العليا؛ بجامعة الدولة الأوكرانية المتحدة في كزيل أوردا (توفا). في كييف دافعت عن أطروحتها «سياسة الحكومة الروسية بشأن أوكرانيا في 1725-1740» (المشرف أَ. فندنسكي) (1946)، لكنها تركت بعد ذلك الدراسات الأوكرانية لتكرس نفسها للدراسات البوهيمية والسلافية الغربية.
كانت ميلنيكوفا زوجة المؤرخ الأوكراني أندريه ليخولات.

## البحث
من عام 1947 إلى عام 1959، كانت ميلنيكوفا باحثة أولى في معهد الدراسات السلافية؛ التابع لأكاديمية العلوم في اتحاد الجمهوريات الاشتراكية السوفياتية(موسكو). هناك بدأت في دراسة التاريخ السياسي لتشيكوسلوفاكيا وترانسكارباثيا، والتي كان قد تم ضمها للتو لصالح الاتحاد السوفيتي.
من عام 1957، عملت ميلنيكوفا في كييف، في معهد التاريخ التابع لأكاديمية العلوم في اتحاد الجمهوريات الاشتراكية السوفياتية. هناك، في عام 1961، دافعت عن أطروحة الدكتوراه الخاصة بها حول «الصراع الطبقي في تشيكوسلوفاكيا خلال فترة الاستقرار الجزئي المؤقت للرأسمالية (1924-1929)». حتى يومنا هذا، لا يزال هذا العمل هو الأكثر اكتمالاً في تاريخ الأحزاب السياسية التشيكية في عشرينيات القرن الماضي، والتي كُتبت في أوكرانيا.
في الفترة من 1965 إلى 1988، كانت ميلنيكوفا رئيسة قسم التاريخ الاشتراكي للعلاقات الدولية، ومنذ عام 1988 - زميل بحث رئيسي. في عام 1973؛ انتخبت عضو مناظر في أكاديمية العلوم في اتحاد الجمهوريات الاشتراكية السوفياتية(1973).
في سبعينيات القرن الماضي، كانت ميلنيكوفا باحثة رائدة في تاريخ الدول الأوروبية، وواحدة من الدول القلائل في تاريخ تشيكوسلوفاكيا. أقامت تعاونًا مع المؤسسات التاريخية ذات الصلة في أكاديمية العلوم في بلغاريا وتشيكوسلوفاكيا وبولندا. بعد استعادة الاستقلال الأوكراني، شكلت أجندة؛ لدراسة تاريخ العلاقات الدولية لأوكرانيا في العصر الحديث. في عام 2002، حصلت على اللقب الفخري "العامل الفخري للعلوم والتكنولوجيا في أوكرانيا".

## الجوائز
- وسام الراية الحمراء للعمل (1967).
- مُنحت جائزة- سميت لاحقاً- باسم أكاديمية د. مانويليسكي للعلوم في اتحاد الجمهوريات الاشتراكية السوفياتية (1976).[8]
- دبلوم هيئة رئاسة البرلمان الأوكراني لاتحاد الجمهوريات الاشتراكية السوفياتية (1976).
- وسام الصداقة بين الشعوب (1978).
- دبلوم هيئة رئاسة البرلمان الأوكراني لاتحاد الجمهوريات الاشتراكية السوفياتية (1982).
- وسام ثورة أكتوبر (1986).
- درع الصدر لوزارة التعليم والعلوم الأوكرانية «الامتياز في التعليم الأوكراني» (1996).
- وسام الأمير ياروسلاف الحكيم من الدرجة الخامسة.(2008).
- وسام لودوفيت ستور من الأكاديمية السلوفاكية للعلوم.[4]